# Distrito de Hermagor

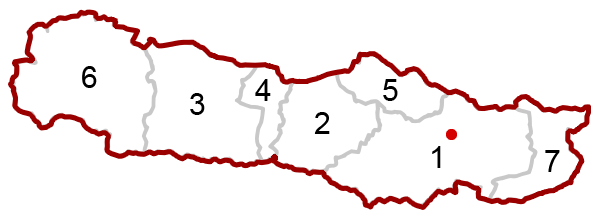
Mapa de los municipios de Hermagor

Hermagor es un distrito del estado de Carintia (Austria). Su centro administrativo es Hermagor-Pressegger See.
Su nombre hace referencia a san Hermágoras de Aquilea.

## Localidades con población (año 2018)
- Dellach 1231
- Gitschtal 1261
- Hermagor-Pressegger See 6824
- Kirchbach 2599
- Kötschach-Mauthen 3348
- Lesachtal 1318
- St. Stefan im Gailtal 1593

### Municipios
En negrita se indican las ciudades, en cursiva las ciudades-mercado, mientras que barrios, aldeas y otras subdivisiones de los municipios se indican con letras pequeñas.
- Dellach (en esloveno: Dole) (4)
  - Dellach, Goldberg, Gurina, Höfling, Leifling, Monsell, Nölbling, Rüben, Siegelberg, St. Daniel, Stollwitz, Wieserberg
- Gitschtal (en esloveno: Gičtol) (5)
  - Brunn, Golz, Jadersdorf, Langwiesen, Lassendorf, Leditz, Regitt, St. Lorenzen im Gitschtal, Weißbriach, Wulzentratten
- Hermagor-Pressegger See (en esloveno: Šmohor - Preseško jezero) (1)
  - Achleiten, Aigen, Bergl, Braunitzen, Brugg, Burgstall, Danz, Dellach, Egg, Eggforst, Förolach, Fritzendorf, Görtschach, Götzing, Grafenau, Grünburg, Guggenberg, Hermagor, Jenig, Kameritsch, Khünburg, Kleinbergl, Kraschach, Kraß, Kreuth ob Mellweg, Kreuth ob Möschach, Kreuth ob Rattendorf, Kühweg, Kühwegboden, Latschach, Liesch, Mellach, Mellweg, Micheldorf, Mitschig, Möderndorf, Nampolach, Neudorf, Neuprießenegg, Obermöschach, Obervellach, Paßriach, Podlanig, Postran, Potschach, Potschach, Presseggen, Presseggersee, Radnig, Radnigforst, Rattendorf, Schinzengraben, Schlanitzen, Schmidt, Siebenbrünn, Sonnenalpe Naßfeld, Sonnleitn, Süßenberg, Toschehof, Tröpolach, Untermöschach, Untervellach, Watschig, Wittenig, Zuchen
- Kirchbach (en esloveno: Cirkno) (2)
  - Anraun, Bodenmühl, Forst, Goderschach, Grafendorf, Griminitzen, Gundersheim, Hochwart, Katlingberg, Kirchbach, Krieben, Lenzhof, Oberbuchach, Oberdöbernitzen, Rauth, Reisach, Reißkofelbad, Rinsenegg, Schimanberg, Schmalzgrube, Schönboden, Staudachberg, Stöfflerberg, Stranig, Tramun, Treßdorf, Unterbuchach, Unterdöbernitzen, Waidegg, Wassertheurerberg, Welzberg
- Kötschach-Mauthen (en esloveno: Koče - Mura) (3)
  - Aigen, Buchach, Dobra, Dolling, Gailberg, Gentschach, Gratzhof, Höfling, Kosta, Kötschach, Kreuth, Kreuzberg, Krieghof, Kronhof, Laas, Lanz, Mahlbach, Mandorf, Mauthen, Nischlwitz, Passau, Plöcken, Plon, Podlanig, Sittmoos, St. Jakob im Lesachtal, Strajach, Weidenburg, Wetzmann, Würda, Würmlach
- Lesachtal (en esloveno: Lesna dolina) (6)
  - Assing, Birnbaum, Durnthal, Egg, Frohn, Guggenberg, Klebas, Kornat, Ladstatt, Liesing, Maria Luggau, Mattling, Moos, Niedergail, Nostra, Obergail, Oberring, Pallas, Promeggen, Raut, Rüben, Salach, St. Lorenzen im Lesachtal, Stabenthein, Sterzen, Tiefenbach, Tscheltsch, Tuffbad, Wiesen, Wodmaier, Xaveriberg
- Sankt Stefan im Gailtal (en esloveno: Štefan na Zilji) (7)
  - Bach, Bichlhof, Bodenhof, Dragantschach, Edling, Hadersdorf, Karnitzen, Köstendorf, Latschach, Matschiedl, Nieselach, Pölland, Pörtschach, Schinzengraben, Schmölzing, St. Paul an der Gail, St. Stefan an der Gail, Sussawitsch, Tratten, Vorderberg

(Los números entre paréntesis hacen referencia a los números que aparece en el mapa que se encuentra a la derecha.)